# Giraldilla (corrida)
Pour les articles homonymes, voir Giraldilla (homonymie).
Dans le monde de la tauromachie, une Giraldilla  du mot espagnol giralda (girouette) désigne les passes de muleta dans lesquelles le matador tourne sur lui-même comme une girouette. Elles s'exécutent aussi bien de la main droite (derechazos) que de la main gauche (naturelles).

## Description et fonctions

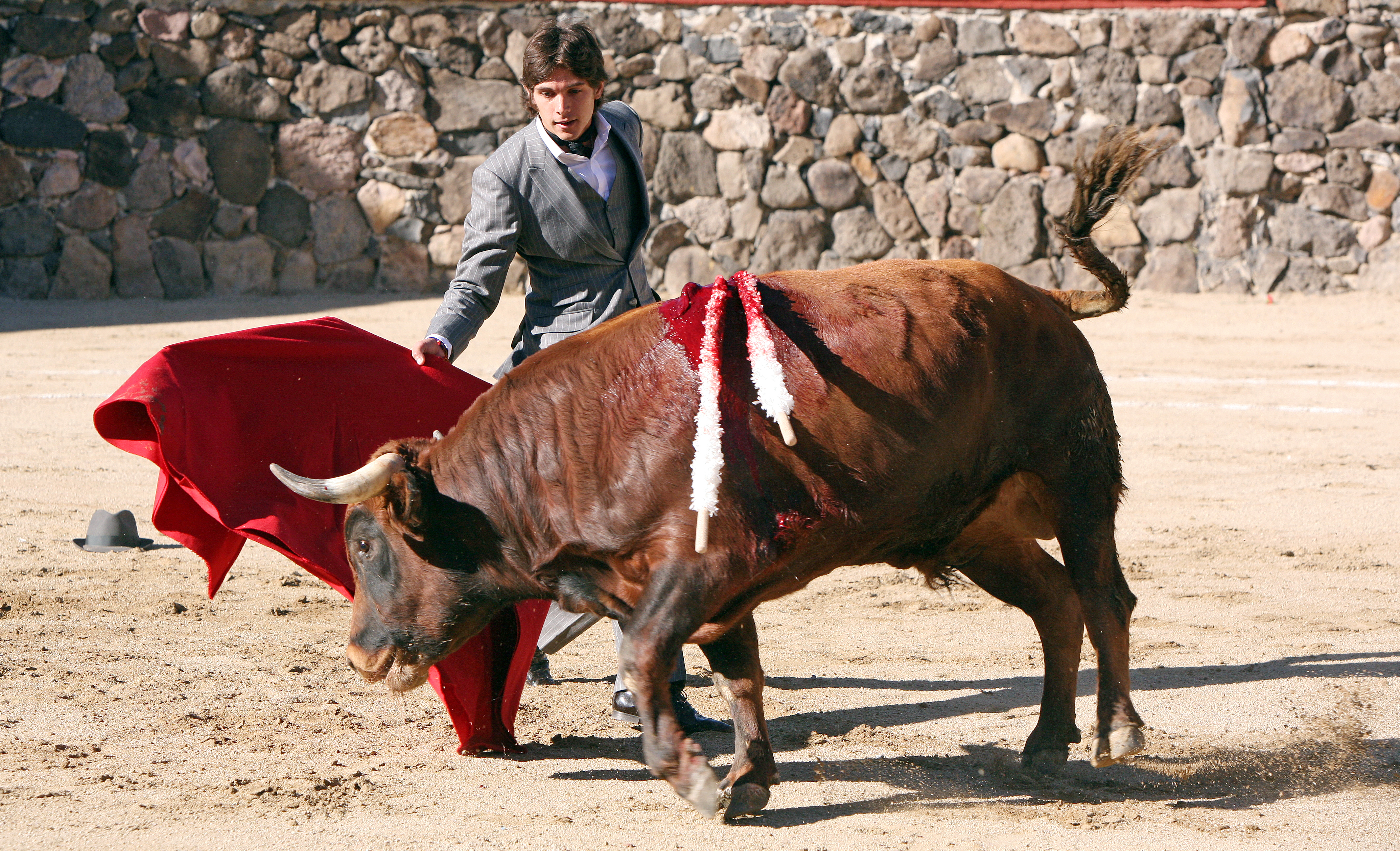
début de giraldilla, démonstration de Sébastien Castella à León (Espagne)

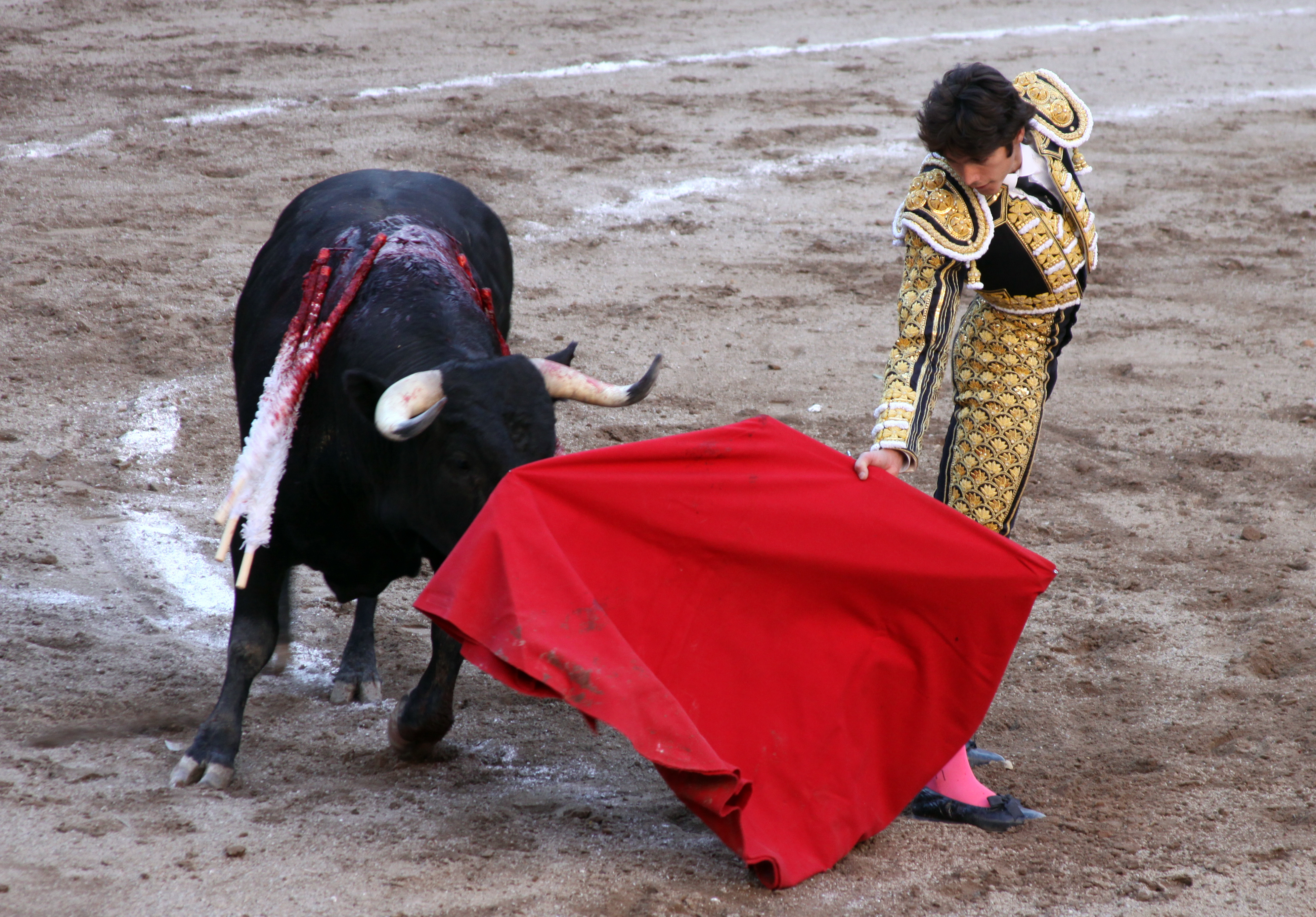
redondo de Sébastien Castella.

Selon les historiens, la définition de la giraldilla varie. 
Pour Casanova et Dupuy, Giraldilla désigne l'ensemble des passes de muleta pivotées dans lesquelles le matador effectue un tour complet,  parmi lesquelles on compte le redondo, une passe classique spécialité de Paco Ojeda, et plus récemment de Sébastien Castella. La manoletina serait une forme de giraldilla.
Pour Robert Bérard, elle est une passe, de fin de faena que le matador emploie pour inciter le taureau à charger tête haute, ce qui lui permet de reprendre son souffle et de donner encore une ou deux série de passes. Elle s'exécute pieds joints, le torero restant immobile, il fait passer l'animal au plus près du corps et relève simplement le bras. Puis il opère une rotation et enchaîne sur la passe suivante. Elle ne doit pas être confondue avec la manoletina.
Pour José Antonio Del Moral, le matador doit tenir la muleta de la main droite, dans son dos, puis la faire passer au-dessus de la tête de l'animal jusqu'à ce qu'elle ait entièrement balayé son dos. C'est parce que Manolete utilisait souvent cette suerte en utilisant la main gauche qu'on a donné par erreur à cette passe le nom de manoletina.
Auguste Lafront considère que c'est une appellation péjorative de la manoletina.